# Embalse Oskol
El embalse Oskol (en ucraniano: Оскільське водосховище, Oskilske vodosjovishche), antiguamente embalse Krasno-Oskol (en ucraniano: Червоноскільське водосховище, Chervonoskilske vodosjovishche; en ruso: Краснооскольское водохранилище) era un embalse ubicado en el río Oskol en Ucrania. Se encontraba dentro del óblast de Járkov. El embalse se inauguró en el año 1958. Su superficie era de 130 km², la longitud máxima 125 km, anchura máxima de 4 km, profundidad media de 4 m y el volumen de alrededor de 474 hm³. El propósito de este embalse era regular las inundaciones, servir como fuente para electricidad y ayudar a la industria de la pesca.
La presa y la central eléctrica se encontraban cerca de la localidad de Oskil (ucraniano: Оскіл) u Oskol (ruso: Оскол), dando su nombre al embalse.

## Destrucción
Durante la invasión rusa de Ucrania en 2022, el embalse se destacó por su importancia estratégica, ya que podría provocar inundaciones río abajo para frenar los avances rusos en el Dombás.
En julio de 2022, los bombardeos rusos destruyeron la presa Oskol del embalse, reduciendo su nivel a una sexta parte de su tamaño anterior a la guerra. La pérdida de agua del embalse provocó importantes daños ambientales, incluida la muerte de millones de peces y otras especies en peligro de extinción.